# Frank Boucher
Pour les articles homonymes, voir Boucher.
Temple de la renommée : 1958
François-Xavier Boucher, surnommé Frank Boucher, (né le 7 octobre 1901 – mort le 12 décembre 1977) est un joueur canadien professionnel de hockey sur glace.
Frank est issu d'une famille de joueurs de hockey et trois de ses frères ont joué dans la Ligue nationale de hockey : George « Buck », Bobby et Billy. De tous ses frères, Buck est le plus connu ayant gagné quatre Coupes Stanley avec les Sénateurs d'Ottawa dans les années 1920.

## Biographie

### Vie privée
François-Xavier Boucher est né le 7 octobre 1901 dans la ville d'Ottawa en Ontario, Canada ; il est le fils cadet d'Annie Carroll et de Tom Boucher, famille qui compte déjà cinq garçons et deux filles. Le père de Tom, Antoine Boucher, est d'origine française alors que son autre grand-père est Irlandais. Trois des frères de Frank Boucher connaissent une carrière de joueur de hockey dans la Ligue nationale de hockey : George, Bobby et Billy. George « Buck » Boucher joue pour les Sénateurs d'Ottawa dans les années 1920 et remporte avec eux quatre Coupe Stanley. Les deux autres frères de la famille se nomment Carroll et Joseph alors que les filles se nomment Irene et Lily.
Il apprend à jouer au hockey sur glace sur le Canal Rideau à l'âge de 8 ans et fait ses études dans la même école que Aurèle Joliat. Frank Boucher grandit dans le quartier de New Edinburgh et rejoint l'équipe du quartier en 1916-1917,. Lors de la saison suivante, il joue pour l'équipe junior mais fait également ses débuts au sein de l'équipe senior ; il joue encore une saison avant de faire son service militaire. Il souhaite par la suite travailler en tant que policier pour la Gendarmerie royale du Canada et rejoint la ville de Lethbridge, en Alberta pour participer à la chasse aux communistes lors de la Peur rouge.
Néanmoins, il préfère tout de même jouer au hockey et, moyennant cinquante dollars, il met fin à sa carrière militaire en 1921 et rejoint les Sénateurs d'Ottawa de la LNH pour la saison 1921-1922, où il rejoint son frère aîné. Les Sénateurs sont menés par Harry « Punch » Broadbent, meilleur pointeur également de la LNH, et ils finissent à la première place du classement devant les St. Patricks de Toronto. Deux rencontres de séries éliminatoires sont mises en place entre les deux formations et après une victoire 5-4 de Toronto lors de la première partie, les deux équipes font match nul lors de la deuxième date. Avec un but d'avance, les joueurs de St. Patricks remportent le trophée O'Brien de champions de la LNH.
Dès la saison suivante, il quitte son frère et rejoint l'Association de hockey de la Côte du Pacifique (également connu sous son nom anglais de Pacific Coast Hockey Association ou sous son sigle PCHA) et les Maroons de Vancouver. Les Maroons terminent la saison à la première place du classement avec dix-sept victoires, douze défaites et un match nul. Les joueurs de Vancouver sont opposés lors des séries de la PCHA aux Aristocrats de Victoria : Boucher et les siens s'imposent par un blanchissage 3-0 de Hugh Lehman lors du premier match puis concèdent la défaite 2-3 lors de la deuxième rencontre ; malgré tout, ils remportent la victoire au total de buts et se qualifient pour la demi-finale de la Coupe Stanley contre la meilleure équipe de la saison de la LNH : les Sénateurs d'Ottawa qui comptent encore dans ses rangs Buck Boucher. Après une défaite 1-0 lors de la première rencontre, les Maroons s'imposent lors du match suivant avec deux buts de Boucher et deux autres d'Art Duncan sur la marque de 4-1 ; ils perdent cependant la série et laissant s'échapper les deux dernières rencontres 3-2 et 5-1.
Il suit son équipe lorsqu'elle rejoint la tout jeune Western Canada Hockey League en 1924 puis rejoint les Rangers de New York à l'aube de la saison 1926-1927 sous l'impulsion de Conn Smythe.

### Les Rangers de New York
Jouant au centre entre les frères Bill et Bun Cook, il est le troisième pointeur de la LNH derrière Howie Morenz et Aurèle Joliat des Canadiens de Montréal à la fin de la 1927-1928. Les premières équipes de chaque division sont directement qualifiées pour les demi-finales alors que les Rangers jouent un tour préliminaire contre les troisièmes de leur division, les Pirates de Pittsburgh. Les Rangers de New York battent tout d'abord les Pirates puis font également chuter les Bruins pour atteindre la finale de la Coupe Stanley contre les Maroons de Montréal. Le match no 2 de la série finale voit le remplacement du gardien habituel des Rangers, Lorne Chabot par leur entraîneur Lester Patrick en raison d'une blessure reçue par Chabot alors que le score est de 1-1 ; malgré la présence de l'entraîneur sur la glace, les Rangers remportent le match 2-1 avec le but victorieux inscrit par Boucher. Les Maroons remportent le match suivant mais les Rangers remportent leur première Coupe Stanley en remportant les deux derniers matchs de la finale sur la marque de 1-0 puis de 2-1, Boucher inscrivant les trois buts de son équipe. En plus de la Coupe Stanley, ce dernier reçoit le trophée Lady Byng pour son comportement exemplaire sur la glace.
Les Rangers échouent en finale de la Coupe Stanley lors de la saison suivante mais Boucher remporte tout de même une nouvelle fois le trophée Lady Byng. En 1929-1930, Frank Boucher est le deuxième meilleur pointeur de la saison avec soixante-deux points, derrière Cooney Weiland des Bruins, et il est le meilleur passeur avec trente-six réalisations ; il reçoit son troisième trophée Lady Byng. D'un point de vue collectif, les Rangers glissent à la troisième place de division Américaine et jouent le premier tour des séries contre les Sénateurs d'Ottawa qu'ils battent six buts à trois en deux rencontres. Les joueurs de Patrick chutent en demi-finale en perdant contre les Canadiens de Montréal en deux rencontres ; ces derniers remportent par la suite la Coupe Stanley en battant en deux parties les Bruins.
La saison 1930-1931 voit l'introduction des équipes d'étoiles à la fin du calendrier ; que Ching Johnson, Bun Cook et Boucher, qui remporte également son quatrième trophée Lady Byng, sont trois joueurs des Rangers qui sont sélectionnés pour faire partie de la seconde équipe. D'un point de vue collectif, les Rangers sont une nouvelle fois qualifiés pour les séries avec la troisième place de la division Américaine ; ils éliminent les joueurs de Toronto 8-3 au premier tour mais chutent par la suite contre les Black Hawks de Chicago 3-0 au total de buts.
En 1932, les Rangers ne disposant pas de leur patinoire habituelle perdent en finale contre les Maple Leafs de Toronto mais obtiennent leur revanche la saison suivante.
Le 9 mars 1937, il devient le premier joueur de l'histoire de la LNH à dépasser la barre des 250 passes décisives depuis le début de sa carrière.
En plus d'être un attaquant brillant, Frank avait pour lui sa classe et son fair-play. En 1925, la femme de Julian Byng, gouverneur général du Canada, qui aimait avant tout le beau jeu et assistait à de nombreux matchs des Sénateurs d'Ottawa, décide de donner un nouveau trophée au joueur le plus gentilhomme. Sous le maillot des Rangers, Boucher gagnera à sept reprises ce trophée et ne totalisera dans toute sa carrière professionnelle que 118 minutes de pénalité en 548 matchs disputés en saison régulière. Il gagne ainsi le droit de conserver la première édition du trophée.
Il prend une première retraite en 1938 après douze saisons passées avec les Rangers.

### Derrière le banc
À la suite de sa retraite, les Rangers engagent Boucher pour entraîner l'équipe de ligue mineur des Rovers de New York, équipe qui évolue également dans le Madison Square Garden. Le but des Rangers est de former Boucher au rôle d'entraîneur afin de lui proposer la place d'entraîneur de la franchise de la LNH dans le futur. Lester Patrick, directeur général de la franchise prend la décision en 1939 de laisser sa place derrière le banc et Boucher est, comme prévu, appelé pour le remplacer.
Dès cette première saison, il gagne avec l'équipe la Coupe Stanley et il faudra attendre la saison 1993-1994, pour voir l'équipe gagner une nouvelle Coupe. En 1942, l'équipe finit première de la saison régulière mais elle chute une nouvelle contre les Maple Leafs en demi-finales de la Coupe. Très vite, la Seconde Guerre mondiale pille les équipes de la LNH des meilleurs joueurs et les Rangers sont très touchés. En 1943-1944, le niveau est tel que Boucher est rappelé pour jouer une quinzaine de matchs. Il inscrit alors 14 points.
En 1946, Boucher devient le premier entraîneur de la LNH à utiliser régulièrement deux gardiens, Charlie Rayner et Jim Henry. Il commence par leur faire jouer un match sur deux et va même jusqu'à des temps de jeu de 4 à 6 minutes. À la fin de la saison, Patrick quitte son poste de directeur-général des Rangers et Boucher prend une fois de plus sa succession.

### Directeur général des Rangers
Boucher réalise alors de bon mouvements de joueurs, dont l'arrivée de Buddy O'Connor et Frank Eddolls, permettant à son équipe d'accéder aux séries de la Coupe en 1948. Au cours de la saison suivante, il quitte le poste d'entraîneur pour se concentrer sur celui de directeur-général et embauche Lynn Patrick, le fils de Lester, en tant que successeur. Lynn donnera raison à Boucher par la suite en parvenant à la finale de la Coupe en 1950. Par la suite, Lynn rejoint les Bruins de Boston et aucun des deux entraîneurs, Neil Colville et Bill Cook, tous deux anciens coéquipiers de Boucher, ne parviennent à qualifier les Rangers pour les séries.
Frank Boucher reprend sa place d'entraîneur en 1953-1954, mais l'équipe ne se qualifie toujours pas pour les séries. Boucher essaie une nouvelle fois de redresser la barre en engageant, Muzz Patrick, un autre fils de Lester, mais le résultat est un nouveau fiasco avec dix-sept victoires seulement en 1954-1955 et une nouvelle saison sans les séries.
John Kilpatrick, propriétaire des Rangers, suggère alors à Boucher de prendre ses responsabilités et de se retirer de manière honorable, suggestion que Boucher suit, mettant fin à une collaboration de près de 30 années.
En 1974, Boucher écrit un livre nommé When the Rangers Were Young (Quand les Rangers étaient jeunes), qui raconte ses expériences et aventures au sein des Blueshirts. Il meurt du cancer le 12 décembre 1977 dans le quartier de Kemptville, quartier d'Ottawa, à l'âge de 76 ans.

## Trophées et honneurs personnels

### Ligue nationale de hockey
- Trophée Lady Byng en 1928, 1929, 1930, 1931, 1933, 1934  et 1935.
- Trophée Lester-Patrick en  1993
- Coupe Stanley en 1928, 1933 en tant que joueur et en 1940 en tant qu'entraîneur.

### Autres
- Son numéro 7 a été honoré pendant de nombreuses années par les Rangers de New York et affiché dans le Madison Square Garden. Cela dit le numéro ne fut jamais réellement retiré mais le sera plus tard pour le meilleur pointeur de tous les temps des Rangers, Rod Gilbert.
- En 1958, il est admis au Temple de la renommée du hockey
- En 1998, il est classé 61e dans le classement effectué par  The Hockey News sur les 100 plus grands joueurs de hockey de tous les temps.

## Statistiques
| Saison     | Équipe               | Ligue         |     | Saison régulière | Saison régulière | Saison régulière | Saison régulière | Saison régulière |    | Séries éliminatoires | Séries éliminatoires | Séries éliminatoires | Séries éliminatoires | Séries éliminatoires |
| Saison     | Équipe               | Ligue         | PJ  | B                | A                | Pts              | Pun              | PJ               | B  | A                    | Pts                  | Pun                  |                      |                      |
| 1921-1922  | Sénateurs d'Ottawa   | LNH           | 24  | 9                | 1                | 10               | 4                | 1                | 0  | 0                    | 0                    | 0                    |                      |                      |
| 1922-1923  | Maroons de Vancouver | PCHA          | 29  | 11               | 9                | 20               | 2                | 2                | 0  | 1                    | 1                    | 2                    |                      |                      |
| 1922-1923  | Maroons de Vancouver | Coupe Stanley |     |                  |                  |                  |                  | 4                | 2  | 0                    | 2                    | 0                    |                      |                      |
| 1923-1924  | Maroons de Vancouver | PCHA          | 28  | 15               | 5                | 20               | 10               | 2                | 1  | 0                    | 1                    | 0                    |                      |                      |
| 1924-1925  | Maroons de Vancouver | WCHL          | 27  | 16               | 12               | 28               | 6                |                  |    |                      |                      |                      |                      |                      |
| 1925-1926  | Maroons de Vancouver | WCHL          | 30  | 15               | 6                | 21               | 22               |                  |    |                      |                      |                      |                      |                      |
| 1926-1927  | Rangers de New York  | LNH           | 44  | 13               | 15               | 28               | 17               | 2                | 0  | 0                    | 0                    | 4                    |                      |                      |
| 1927-1928  | Rangers de New York  | LNH           | 44  | 23               | 12               | 35               | 14               | 9                | 7  | 3                    | 10                   | 2                    |                      |                      |
| 1928-1929  | Rangers de New York  | LNH           | 44  | 10               | 16               | 26               | 8                | 6                | 1  | 0                    | 1                    | 0                    |                      |                      |
| 1929-1930  | Rangers de New York  | LNH           | 42  | 26               | 36               | 62               | 16               | 3                | 1  | 1                    | 2                    | 0                    |                      |                      |
| 1930-1931  | Rangers de New York  | LNH           | 44  | 12               | 27               | 39               | 20               | 4                | 0  | 2                    | 2                    | 0                    |                      |                      |
| 1931-1932  | Rangers de New York  | LNH           | 48  | 12               | 23               | 35               | 18               | 7                | 3  | 6                    | 9                    | 0                    |                      |                      |
| 1932-1933  | Rangers de New York  | LNH           | 46  | 7                | 28               | 35               | 4                | 8                | 2  | 2                    | 4                    | 6                    |                      |                      |
| 1933-1934  | Rangers de New York  | LNH           | 48  | 14               | 30               | 44               | 4                | 2                | 0  | 0                    | 0                    | 0                    |                      |                      |
| 1934-1935  | Rangers de New York  | LNH           | 48  | 13               | 32               | 45               | 2                | 4                | 0  | 3                    | 3                    | 0                    |                      |                      |
| 1935-1936  | Rangers de New York  | LNH           | 48  | 11               | 18               | 29               | 2                |                  |    |                      |                      |                      |                      |                      |
| 1936-1937  | Rangers de New York  | LNH           | 44  | 7                | 13               | 20               | 5                | 9                | 2  | 3                    | 5                    | 0                    |                      |                      |
| 1937-1938  | Rangers de New York  | LNH           | 9   | 0                | 1                | 1                | 2                |                  |    |                      |                      |                      |                      |                      |
| 1943-1944  | Rangers de New York  | LNH           | 15  | 4                | 10               | 14               | 2                |                  |    |                      |                      |                      |                      |                      |
| Totaux LNH | Totaux LNH           | Totaux LNH    | 557 | 160              | 263              | 423              | 119              | 55               | 16 | 20                   | 36                   | 12                   |                      |                      |